# Ropica unifuscomaculata
Ropica unifuscomaculata là một loài bọ cánh cứng trong họ Cerambycidae.